# Wing Commander: Prophecy
Wing Commander: Prophecy je četrto nadaljevanje serije vesoljskih bojnih simulacij Wing Commander razvijalcev Origin Systems, ki je izšlo leta 1997 v založbi Electronic Arts.
Igra se odvija več kot desetletje po dogodkih v Wing Commander IV: The Price of Freedom, pri čemer glavni sovražniki niso rasa mačkam podobnih dvonožnih bitij, imenovana Kilrathi, pač pa nova nezemeljska grožnja v obliki insektoidne rase Nephilim, ki so preko masivne črvine vdrli v prostor Vesolja, naseljen z ljudmi. Igra je tudi prva v seriji, v kateri igralec prevzame vlogo novega pilota, Lanca Caseya, in ne Christopherja Blaira kot v prejšnjih delih.
Z igro so ustvarjalci uvedli številne novosti v seriji, med njimi igralni pogon VISION Engine in nove vesoljske ladje, osebe ter elemente zgodbe. Tako kot pri prejšnjem delu so med misijami prisotne zaigrane vmesne scene.
Leta 1998 je bila izdana razširitev igre, Secret Operations, v kateri so Casey in njegovi najboljši piloti spremljevalci premeščeni na novo letalonosilko TCS Cerberus, ki morajo obraniti Zemljo pred novo invazijo rase Nephilim. Razširitev je bila na voljo brezplačno, in sicer samo preko odjemanja, pozneje pa je na trg izšla kombinirana različica osnovne igre in razširitve pod imenom Wing Commander: Prophecy – Gold. Različica za Game Boy Advance, ki je vsebovala tudi večigralski način igranja, je izšla leta 2003.

## Zgodba
Minilo je skorajda 20 let od uničenja planeta Kilrah, domovine rase Kilrathi. Teranska konfederacija počasi začenja z demobilizacijo in prenovo vojske, pri čemer je glavnina sredstev namenjena za izgradnjo novih super-letalonosilk razreda Midway, ki je življenjski projekt komodorja Christopherja Blaira. Prva tovrstna ladja z imenom Midway ravnokar začenja s preizkusno vožnjo, ko prispe klic v sili Kilrathijeve križarke v sestavu H’rekkah. Po končani izvidniški misiji postane znano, da je nova nezemeljska rasa s kodnim imenom Nephilim vdrla v znani prostor Vesolja in začela načrtno uničevati tako človeške kot tudi Kilrathijeve postojanke in vojno ladjevje. Zaradi izjemne moči sovražnega ladjeva Midway preide v obrambni položaj.
V upanju za opozoritev štaba konfederacije Casey in Blair poskušata prevzeti nadzor nad zapuščeno komunikacijsko postajo konfederacije. Blaira nezemljani sicer ugrabijo, vendar Casey uspe obraniti postajo, opozorilo pa je tako poslano. Naslednje pomembne misije se odvijajo v sistemu T’lan Meth, kjer morajo piloti Midwaya pomagati v obrambi Kilrathijevih kolonij pred invazijo. Med tem Casey izve resnico o kruti smrti svojega očeta, enega od herojev v vojni med človeštvom in raso Kilrathi. V eni izmed misij Casey zavrne predlog poboja Kilrathijevih pilotov s strani očetovega kolega, zaradi česar slednji potem ponudijo pomoč pri obrambi Midwaya. Na koncu marinci uspejo zavzeti Kilrathijevo vesoljsko postajo, ki je služila kot glavni štab sovražnih sil v sistemu, ter rešijo edinega preživelega človeškega ujetnika, Blaira.
Po prispelih okrepitvah konfederacijske sile preidejo v ofenzivo. Casey vodi napad na sovražno vojno ladjo, ki nosi super-orožje v obliki masivnega plazemskega topa. Kopijo orožja nato namestijo na Midway, s katerim uspejo uničiti celotno preostalo sovražno floto v sistemu. Zaradi nekompatibilnosti tehnologijo misel na ponovno uporabo orožja opustijo.
Zadnje misije se odvijajo v sistemu Kilrah, kjer se nahaja izvorna črvina sovražnih sil. Casey z najboljšimi piloti spremljevalci in marinci uspe uničiti šest hladilnih stolpov portala, ki vzdržujejo črvino v stabilnem stanju, zadnjega pa uniči Blair, ki pa zaradi soočenja z glavno vodjo sovražne invazije ne uspe pobegniti pred eksplozijo. Črvina se tako popolnoma zapre, s čimer je preprečen prihod novih invazijskih sil, Casey pa postane novi konfederacijski heroj.